# Xanthoneuria unimaculata
Xanthoneuria unimaculata is een steenvlieg uit de familie borstelsteenvliegen (Perlidae). De wetenschappelijke naam van de soort is voor het eerst geldig gepubliceerd in 1981 door Zhiltzova.